# Mankind Woman
Mankind Woman is het dertiende album van desertrocker Brant Bjork als soloartiest.

## Geschiedenis
De opnamen vonden plaats in maart 2018 in Zainaland, Twentynine Palms, Californië. Zainaland is de creatieve villa van Bjorks echtgenote (Zaina Alwan). De extra nummers voor dit album zijn opgenomen in de thuisstudio van Bjork in Venice, Californië.
Bjork schreef de teksten voor dit album over persoonlijke gevoelens, de (volgens Bjork) hypocriete elite, racisme, seksisme en de dagelijkse moeilijkheden om vrede, liefde en begrip te vinden in het huidige Amerikaanse maatschappij.

## Nummers
| Nr. | Titel               | Duur |
| --- | ------------------- | ---- |
| 1   | Chocolatize         | 2:35 |
| 2   | Lazy Wizards        | 2:57 |
| 3   | Pisces              | 3:54 |
| 4   | Charlie Gin         | 2:11 |
| 5   | Mankind Woman       | 4:32 |
| 6   | Swagger & Sway      | 4:02 |
| 7   | Somebody            | 4:43 |
| 8   | Pretty Hairy        | 3:53 |
| 9   | Brand New Old Times | 2:05 |
| 10  | 1968                | 3:15 |
| 11  | Nation of Indica    | 4:49 |

Alle teksten zijn geschreven door Brant Bjork, behalve die van Pretty Hairy en Nation of Indica (door Sean Wheeler) en Somebody (door Bubba Dupree).

## Muziekvideo's
- Chocolatize[3]

## Medewerkers
- Design – Robin Gnista
- Mixage – Brant Bjork en Bubba Dupree
- Opnamen – Yosef Sanborn
- Producer - Brant Bjork, Bubba Dupree
- Brant Bjork - zang, gitaar, basgitaar, drum, muziek en tekst
- Bubba DuPree - zang, gitaar, basgitaar, percussie, producer, mixage
- Sean Wheeler - zang
- Armand Sabal-Lecco - basgitaar (Chocolatize)
- Nick Oliveri - achtergrondzang  (Chocolatize)